# 7 ハドソン・スクエア
7 ハドソン・スクエア（英語: 7 Hudson Square、ロバート・A・アイガー・ビルディング（英語: Robert A. Iger Building）とも呼ばれる）は、アメリカ・ニューヨーク州ニューヨーク市マンハッタン区にある22階建て、高さ103メートルのオフィスビル。2024年に完成し、SOMによって設計されたこの現代的なテラコッタの建物は、ウォルト・ディズニー・カンパニーとその複数の子会社のニューヨーク事業を統合し、旗艦テレビ局WABC-TV、ABCニュース、ESPNのスタジオ施設を併設している。
建物の正式な住所はヴァリック・ストリート137番地（137 Varick Street）である。「7 Hudson Square」という虚栄住所は、チャンネル「7」で放送されているWABC-TVに敬意を表したものである。

## 歴史
2018年、ウォルト・ディズニー・カンパニーは、アッパー・ウエスト・サイドの西66丁目（West 66th Street）から、Google、オスカー・ヘルス、Warby Parkerなどの企業が拠点を置くハドソン・スクエアにオフィスを移転すると発表した。ディズニーはハドソン・スクエアの敷地を99年間、6億5,000万ドルでリース契約を結んだが、その土地はトリニティ教会が所有しており、かつてその場所にあった4つの建物はスカンスカによって取り壊された。ニュー・ハドソン・ファサード（New Hudson Facades）は2021年4月に外装ファサードの建設を開始し、2023年秋に設置を完了した。
2024年に完成し、同年9月にはABCの昼間のトーク番組『ザ・ビュー』が7 ハドソン・スクエアに移転した最初の制作番組の一つとなった。ABCニュースは2025年を通してこの建物への業務移転を開始する予定だった。ABCニュースの深夜帯ニュース番組『ワールドニュース・ナウ』と『グッド・モーニング・アメリカ・ファースト・ルック（Good Morning America First Look）』は2025年1月に移転し、続いてWABC-TVが同年2月に移転し、『ワールドニュース・トゥナイト』は3月に移転した。WABC制作のシンジケートトーク番組『ライブ・ウィズ・ケリー・アンド・マーク』は4月に移転し、続いてABCの日曜のトーク番組『ディス・ウィーク』のニューヨーク版も移転した。朝の番組『グッド・モーニング・アメリカ』は6月に移転し、それに続いてESPNのニューヨークを拠点とするスタジオ番組『ファースト・テイク』と『ゲット・アップ』も移転した。

## スタジオ設備
7 ハドソン・スクエアは、ウォルト・ディズニー・カンパニーとそのいくつかの部門のニューヨーク本社としての役割を担っており、また、ABCニュース、ESPN、ニューヨークの旗艦テレビ局WABC-TV（チャンネル7）のニューヨークを拠点とする制作業務を統合している。
- WABC-TV（7 リンカーン・スクエアより）
  - ライブ・ウィズ・ケリー・アンド・マーク（英語版）（7 リンカーン・スクエアより）
- ABCニュース（7 リンカーン・スクエアより）
  - グッド・モーニング・アメリカ（タイムズスクエア・スタジオ（英語版）より）
  - グッド・モーニング・アメリカ・ウィークエンド（英語版）（タイムズスクエア・スタジオ（英語版）より）
  - GMA:ザ・サード・アワー（英語版）
  - ワールドニュース・トゥナイト
  - ディス・ウィーク（ニューヨーク版）
  - ナイトライン
  - ワールドニュース・ナウ
  - グッド・モーニング・アメリカ・ファースト・ルック
- ESPN（サウス・ストリート・シーポートのピア17より）
  - ファースト・テイク（英語版）
  - ゲット・アップ（英語版）
  - アンスポーツマンライク（Unsportsmanlike）
- ザ・ビュー
- タムロン・ホール（英語版）（7 リンカーン・スクエアより、『ザ・ビュー』のスタジオと共通）

## デザインと場所
SOMが設計し、シルバースタイン・プロパティーズが開発を担当した高さ約100メートルのこの建物は、テラコッタ色の外観に、丸みを帯びた苔のような緑色の柱が格子状に並び、東西両側にタワーが設けられている。緑色の外観は、同じく太い柱が特徴的な、アルド・ロッシが2001年に設計したソーホーのスコラスティック・ビルディングを彷彿とさせる。建物の全ての窓には、鳥が窓に衝突するのを防ぐよう設計されたアーノルド・グラス（Arnold Glas）のソーラーパネルが採用されている。地上階の南側のスプリング・ストリート（Spring Street）には、ABCの収録に訪れるスタジオの観客を収容するためのエントランス ホールと待合室があり、観客が風雨にさらされたり、建物の外の歩道が混雑したりすることがないように配慮されている。広いホールと大型エレベーターは、セラミ&アソシエイツ（Cerami & Associates）と共同で設計された4つの地下収録施設への群衆の流れを維持するのに役立つ。また、収録参加者に軽食を提供するフード コートも計画されている。
建物内には、映写室、木製パネル張りの図書室と閲覧室があり、ディズニー、ピクサー、ABC、そしてニューヨークの歴史を彩る本物の資料がミニ展示されている。中には1964年から1965年にかけてクイーンズで開催された万国博覧会の資料も含まれている。カフェテリアの壁には、ディズニーの映画ポスターの複製が飾られている。閲覧室にはスポーツ関連の記念品が収蔵されており、ESPNフロアの壁には、スポーツ関連の写真を特集している。グレートルームには、ルーバー付きの天窓と壁一面のスクリーンを備えた吹き抜けの空間がある。ホールは、19階建ての2つのタワーをつなぐ橋渡し的な役割を果たしている。グレートルームは、ボーリン・シウィンスキー・ジャクソンが設計したカリフォルニア州エメリービルのピクサー施設にインスピレーションを得たと言われている。
ABCニュースはESPNと協議の上、新社屋の技術面を監督した。ESPNは3つのメインスタジオを所有している。スタジオ1X（Studio 1X）とスタジオ2Y（Studio 2Y）はそれぞれ『ゲット・アップ』と『ファースト・テイク』に使用され、スタジオQ（Studio Q）はESPNラジオとポッドキャストに使用されている。また、ニューヨークを拠点とするESPNスタジオ番組の寄稿者のためにフレックススタジオが割り当てられている。かつてのニューヨークのピア17のスタジオと同様に、スタジオの施設はコネチカット州ブリストルのESPN本社とつながっており、制作はリモートで行われている。
10階は地上約46メートルの高さに位置し、上層階の各タワーにも共有スペースとして利用されている。2025年4月7日から11日まで、新スタジオの最終テストが行われていたため、このスペースに設置された仮設セットから『ライブ・ウィズ・ケリー・アンド・マーク』が放送され、週を通して新本社を紹介する番組が放送された。
建築計画は、ニューヨーク市のエネルギー規制を少なくとも25%上回り、ハドソン・スクエア・ビジネス活性化地区（Business Improvement District、BID）と連携して周囲の歩道を美しく調和させることを目指した。